# Микшинское сельское поселение (Смоленская область)
Микшинское сельское поселение — упразднённое муниципальное образование в составе Хиславичского района Смоленской области России.
Административный центр — деревня Микшино.

## Географические данные
- Общая площадь: 75,61 км²
- Расположение: южная часть Хиславичского района
- Граничит:
  - на севере — с  Печерским сельским поселением
  - на востоке и юге — с Шумячским районом
  - на юго-западе — с  Соинским сельским поселением
  - на западе — с  Городищенским сельским поселением
  - на северо-западе — с Иозефовским сельским поселением
- По территории поселения проходит автодорога Хиславичи – Шумячи.
- Крупная река: Немка.

## История
До 25 мая 1919 года территория поселения входила в состав Перянской волости Мстиславского уезда Могилёвской губернии, затем земли находились в составе Гомельской губернии, с 30 июня 1919 года поселение уже в составе Смоленской губернии. Микшинский сельский совет был образован в 1955 году.
Микшинское сельское поселение образовано Законом от 20 декабря 2004 года.
Упразднено Законом Смоленской области от 20 декабря 2018 года с включением всех входивших в его состав населённых пунктов к 1 января 2019 года в Печерское сельское поселение

## Население
| 2011 | 2012 | 2013 | 2014 | 2015 | 2016 | 2017 |
| ---- | ---- | ---- | ---- | ---- | ---- | ---- |
| 281  | ↘273 | ↘267 | ↘250 | ↘241 | ↘226 | ↘216 |
| 2018 | 2019 |      |      |      |      |      |
| ↘211 | ↘209 |      |      |      |      |      |

## Населённые пункты
На территории поселения находились 15 населённых пунктов:
- Деревня Микшино — административный центр
- Белица, деревня
- Большое Шкундино, деревня
- Высокая Буда, деревня
- Галушки, деревня
- Гороватка, деревня
- Косачевка, деревня
- Кукуевка, деревня
- Лен-Стан, деревня
- Малое Шкундино, деревня
- Медведовка, деревня
- Петуховщина, деревня
- Пильники, деревня
- Тарановка, деревня
- Шабель, деревня

### Упразднённые населённые пункты
- деревня Гореловка Микшинского сельсовета — упразднена в 1974 году[12].
- деревня Равенство Микшинского сельсовета — упразднена в 1974 году.

## Экономика
Сельхозпредприятие «Заря».